# Yuliya Garayeva
Yuliya Garayeva, en transcription francisée Ioulia Ravilievna Garaïeva, (russe : Юлия Равильевна Гараева), née le 27 juillet 1968 à Moscou, est une escrimeuse russe pratiquant l'épée.

## Palmarès
- Jeux olympiques
  -  Médaillée de bronze à l’épée par équipe aux Jeux olympiques de 1996 à Atlanta
  - 29e à l’épée en individuel aux Jeux olympiques de 1996 à Atlanta